# حمیدرضا محمدی تنها
حمیدرضا محمدی تنها وزنه‌بردار ایرانی است. محمدی تنها اهل استان زنجان است. او در ۱۴۰۳ توانست در قهرمانی نوجوانان و جوانان آسیا که به میزبانی قطر، با مجموع ۴۰۲ کیلوگرم سه مدال نقره را از آن خودش کند و نایب قهرمان آسیا شود. او در مسابقات قهرمانی جوانان جهان در پرو، در ۵ مه ۲۰۲۵، توانست با رکورد ۱۸۱ یک ضرب، ۲۱۳ دو ضرب و مجموع ۳۹۴ کیلوگرم، سه مدال طلا را در +۱۰۹ کیلوگرم کسب کند.